# Бикстер
Бикстер — деревня в центральной части острова Мейнленд в архипелаге Шетландских островов.

## География
Расположена на берегу залива, глубоко врезанного в юго-западный берег острова Мейнленд.

## Экономика
Автодорога «A971» (Мэлби — Бикстер — Винсгарт) соединяет деревню с западной и южной частью острова. Дорога «B9071» (Бикстер — Туатт — Эйт — «A970» — Лаксо — Видлин) ведёт в восточную часть острова.

## Известные жители
- Стэнли Боуи (1917—2008) — учёный, геохимик, минералог[1].